# Tidal River
Tidal River är ett vattendrag i Australien. Det ligger i delstaten Victoria, omkring 180 kilometer sydost om delstatshuvudstaden Melbourne.
I omgivningarna runt Tidal River växer i huvudsak städsegrön lövskog. Runt Tidal River är det mycket glesbefolkat, med 4 invånare per kvadratkilometer. Genomsnittlig årsnederbörd är 685 millimeter. Den regnigaste månaden är juni, med i genomsnitt 85 mm nederbörd, och den torraste är januari, med 25 mm nederbörd.